# Mezel
Mezel foi uma comuna francesa na região administrativa de Auvérnia-Ródano-Alpes, no departamento Puy-de-Dôme. Estendia-se por uma área de 8,42 km². Em 2010 a comuna tinha 3 494 habitantes (densidade: 415 hab./km²).
Em 1 de janeiro de 2019, passou a formar parte da nova comuna de Mur-sur-Allier.